# Giovanni Bonzano
Giovanni Vincenzo Bonzano, PIME (Castelletto Monferrato, 27 de setembro de 1867 - Roma, 26 de novembro de 1927) foi um cardeal italiano da Igreja Católica Romana que serviu como delegado apostólico nos Estados Unidos de 1912 a 1922, e foi elevado a cardeal em 1922.

## Biografia
Giovanni Bonzano nasceu em Castelletto Monferrato de Giuseppe e Agostina (née Vescovo) Bonzano. Frequentou o seminário em Vigevano antes de ir a Roma para estudar no Colégio Mastai de Missões Chinesas e no Pontifícia Universidade Urbaniana De Propaganda Fide. Ele foi ordenado um sacerdote do Pontifício Instituto para as Missões Estrangeiras pelo cardeal Lucido Maria Parocchi em 21 de maio de 1890, e depois fez missionário trabalho na China até 1897. Ao voltar para a Itália, Bonzano foi feito vigário geral (26 de agosto de 1899) e chanceler (10 de fevereiro de 1900) de Vigevano. Ele então ensinou no Pontifícia Universidade Urbaniana De Propaganda Fide de 1901 a 1904, tornando-se seu reitor em 16 de maio.
Em 2 de fevereiro de 1912, Bonzano foi nomeado Delegado Apostólico para os Estados Unidos e Arcebispo titular de Melitene pelo Papa Pio X. Ele recebeu sua consagração episcopal no dia 3 de março do cardeal Rafael Merry del Val, com os bispos Pietro Barruti e Thomas Kennedy servindo como co-consagradores, em Roma. Bonzano, além de suas funções em Washington, D.C., foi temporariamente encarregado da Delegação Apostólica no México em 22 de junho de 1915.
O Papa Pio XI criou-o Cardeal-Presbítero de São Pancráciono consistório de 11 de dezembro de 1922, após o que deixou de servir como Delegado Apostólico. O cardeal Bonzano optou por assumir a igreja titular de Santa Susana em 18 de dezembro de 1924, e mais tarde presidiu a renovação inicial da Basílica de Santa Maria degli Angeli em Assis em 19 de abril de 1925. Ele também serviu como legado papal para a vigésima oitava Internacional. Congresso Eucarístico em Chicago em 20-24 de junho de 1926. Ele chegou ao Congresso a bordo do "Cardinal's Train", um trem especial New York Central / Pullman pintado de vermelho e dourado cardeal para transportar Bonzano e vários outros cardeais do porto de Nova York a Chicago.
O cardeal Bonzano morreu em Roma, aos 60 anos. Ele está enterrado na igreja das Franciscanas Missionárias de Maria em Grottaferrata.